# Samuel Goudsmit
Samuel Abraham Goudsmit, né le 11 juillet 1902 à La Haye, Pays-Bas, mort le 4 décembre 1978 à Reno, Nevada, est un physicien américain d'origine néerlandaise. Il est connu pour avoir proposé l'hypothèse du spin de l'électron avec George Uhlenbeck.

## Carrière
Il est l'élève de Paul Ehrenfest à l'université de Leyde (Pays-Bas), dont il obtient un doctorat en 1927. Il est ensuite professeur à l'université du Michigan de 1927 à 1946. 
Il participe pendant la Seconde Guerre mondiale au projet Manhattan, en tant que chef de l'opération Alsos, chargé d'évaluer l'état d'avancement de la bombe atomique allemande.
À l'issue de la guerre, il est l'officier américain chargé d'interroger le groupe des spécialistes nucléaires allemands mené par Werner Heisenberg. 
Il est après-guerre, entre autres, rédacteur en chef du journal Physical Review, publié par l'American Physical Society (APS).